# Campylolejeunea
Campylolejeunea là một chi rêu trong họ Lejeuneaceae.